# 徐怀中
徐懷中（1929年9月29日—2023年1月13日），原名许怀中，男，河北邯郸人，中国作家，中国人民解放军少将。

## 生平
徐怀中是河北省邯郸县峰峰矿区山底村人。1941年，徐怀中考入太行联合中学学习。1945年2月，中学毕业后的徐怀中參加八路軍前方总部前线剧团，从事美术宣传工作，开始了军人生涯。1946年6月加入中国共产党。第二次国共内战期间，徐怀中先后担任晋冀鲁豫军区政治部文工团团员、第二野战军政治部文工团美术组组长，全程参加了挺进大别山、淮海战役等第二野战军的重要战役。中华人民共和国成立后，1950年，他任西南军区文工团研究员，后调任云南军区政治部文化部干事、秘书。1955年被授予大尉军衔。1958年，调解放军报社任编辑、记者，1963年任总政治部文化部文学创作员。1965年秋冬，他曾从柬埔寨边境秘密进入越南南方，作战地采访近五个月。
文化大革命爆发后，徐怀中调任昆明军区，任军区政治部创作员、宣传部副部长。1973年任昆明军区文化部副部长。1978年，他回到北京，任八一电影制片厂编剧。1984年，任解放军艺术学院文学系主任。他在担任文学系主任期间，发现了莫言的文学天赋，帮助他在《中国作家》上发表了小说《透明的红萝卜》，推动莫言创作不断前进。1985年，升任总政治部文化部部长。1988年9月，被授予中国人民解放军少将军衔。1990年6月退役。1996年至2001年，任中國作家協會第五届副主席。
2023年1月3日，徐怀中因病于北京逝世，享年93岁。讣告刊登在4月10日的《解放军报》。

## 文学创作
徐怀中1954年开始发表作品。1956年加入中国作家协会。著有长篇小说《我们播种爱情》《底色》《牵风记》，中篇小说《地上的长虹》，电影文学剧本《无情的情人》，中短篇小说集《没有翅膀的天使》等。此外，他还是《中国军旅文学经典大系》名誉主编。
徐怀中的创作聚焦于战争和军旅生活。他认为，“战争文学应该是参加过战争的人写，因为有亲身的生命体验，但战争文学不可能仅仅靠参加过战争的人写，托尔斯泰写《战争与和平》也没有经历过战争。所以我想战争文学和军事文学的希望，应该寄托于没有参加过战争的年轻一代。”根据他在越南战地日记所撰写的小说《底色》，融小说、散文、通讯、政论于一体，同时又显示出作家长期的知识储备、文化修养和战争思考的底蕴。在以挺进大别山作为背景的小说《牵风记》中，徐怀中关注人物的命运和情感，充满了青春的灵动的气息。作品涉及了很多场景，都是基于他的战争经验，从想象或虚构出发，服从艺术的真实。评论家朱向前说，“在战争文学中，能写出一个人物形象就是不小的贡献，徐怀中写了一组人物，这是他对战争文学的巨大贡献。”

## 作品
- 《地上长虹》中篇小说1954人民文学出版社。
- 《我们播种爱情》长篇小说1957。以西藏地区和平解放以后，一个农业技术推广站为中心，连带涉及其他方面。
- 《西线轶事》中篇小说1981上海文艺出版社。对越自卫反击战小说
- 《没有翅膀的天使》中短篇小说集1986昆仑出版社。收入《那泪汪汪的一对杏核儿眼》等八篇小说
- 《底色》2013人民文学出版社。约50年前的一部“战地日记”。鲁迅文学奖
- 《十五棵向日葵》中篇小说集，2014云南人民出版社。收录了徐怀中《十五棵向日葵》《雪松》《西线轶事》《阮氏丁香》等七篇中短篇小说。
- 《牵风记》长篇小说2018人民文学出版社。小说血色唯美，空灵奇崛。既有对战争、人性的深刻思考，也有人与大自然神奇关系的表现，亦真亦幻，拓展了战争文学的创作空间。

## 获奖
1980年短篇小说《西线轶事》以九万余读者直接票选获得全国优秀短篇小说奖第一名，被誉为“启蒙了整个军旅文学的春天”，无愧于“当代战争小说的换代之作”。
2014年，《底色》获第六届鲁迅文学奖报告文学奖。
2019年8月16日，長篇小說《牵风记》获得第十届茅盾文学奖。獲獎時已90歲高齡，是最年長的茅獎得主。